# Особняк Ивана Миндовского
Особня́к И. А. Ми́ндовского — памятник архитектуры в Москве, расположен на углу Поварской улицы и Скарятинского переулка. Построен в 1903—1904 годах по проекту архитектора Льва Кекушева. Здание двухэтажное, имеет жилой цокольный этаж, оформлено в стиле модерн. Комплекс особняка является объектом культурного наследия регионального значения, а само здание — объектом культурного наследия федерального значения.
С 1972 года усадьбу занимает посольство Новой Зеландии. Находится в хозяйственном ведении ГлавУпДК при МИД России. На 2019 год запланирована комплексная реставрация.

## История

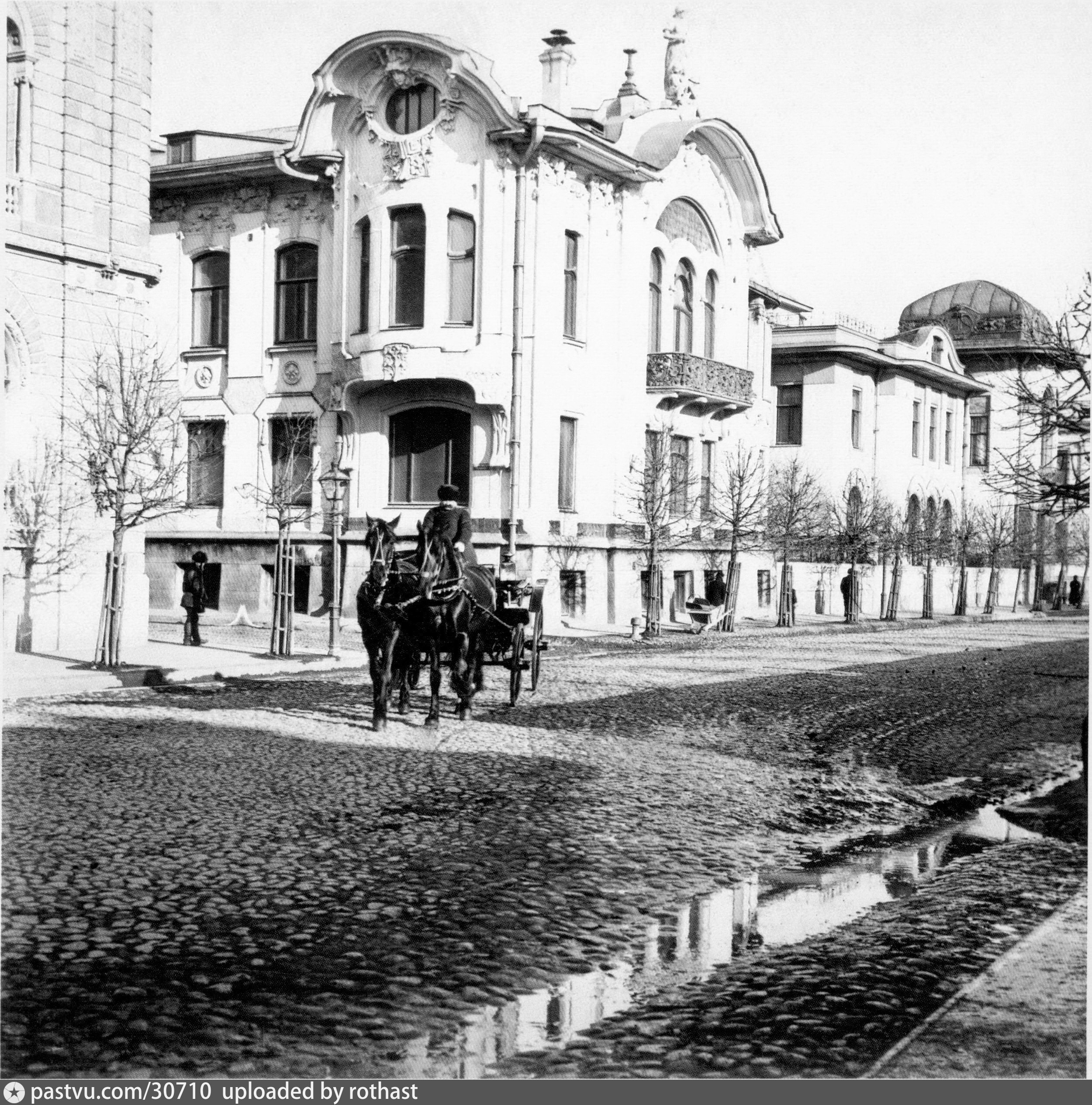
Фото особняка в начале XX века

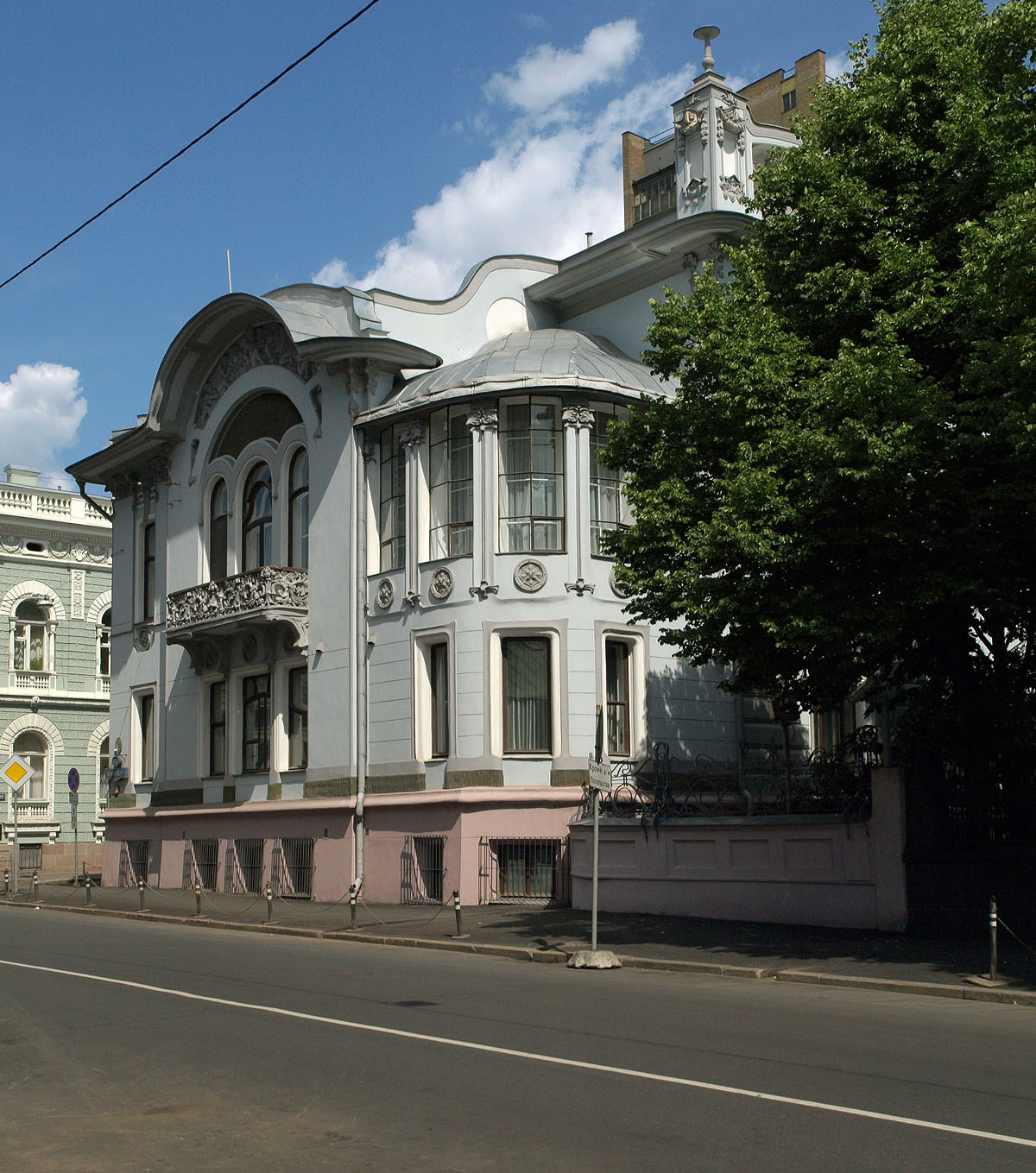
Вид с южной стороны, 2008

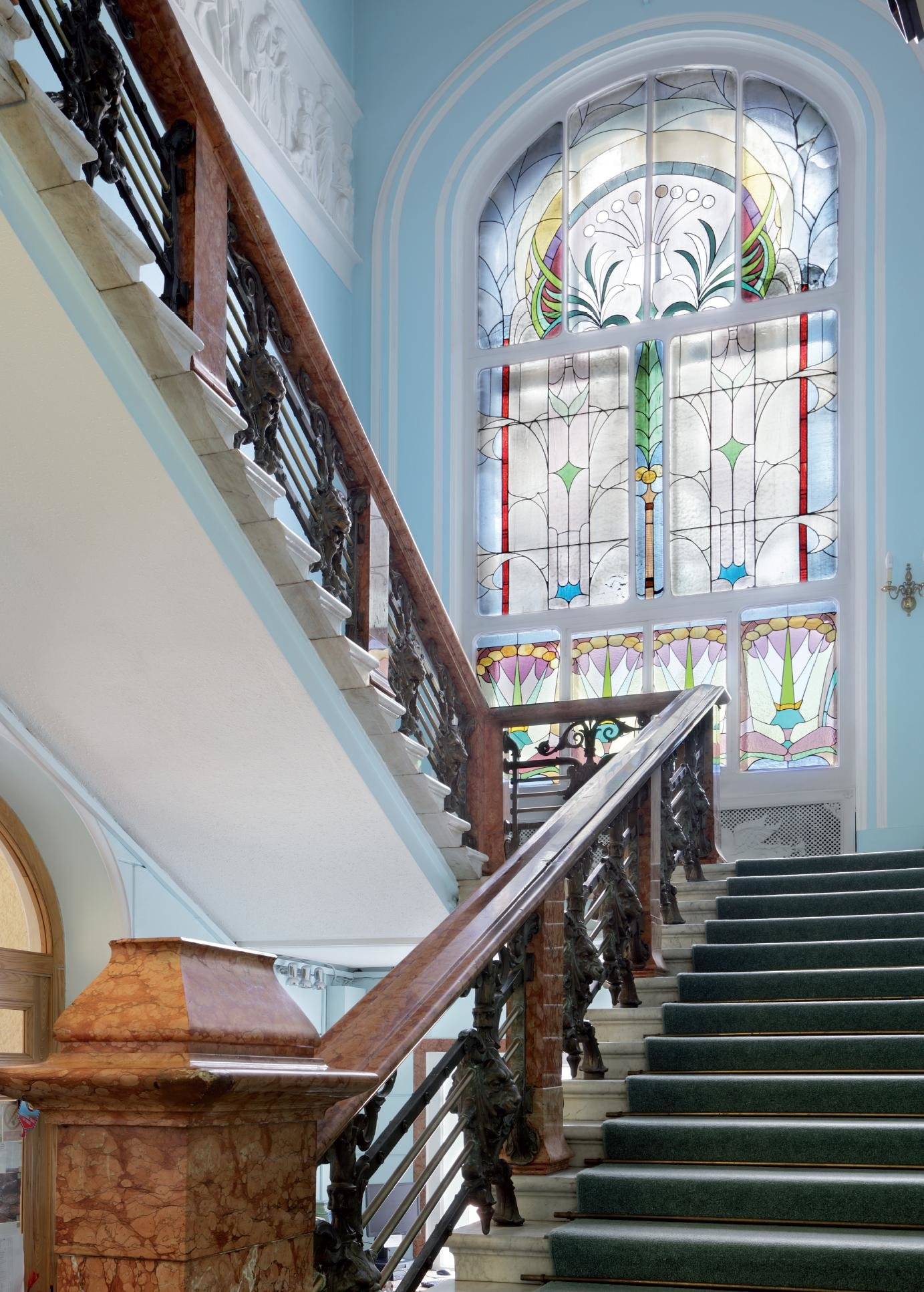
Фрагмент интерьера, парадная лестница

### Строительство
Современный особняк Миндовского расположен на земле, которая в начале XIX века принадлежала усадьбе действительного статского советника Данилы Волчкова. Его имение занимало территорию вдоль Поварской улицы между Скарятинским и Скатертным переулками. Главный дом ансамбля был каменным и оформлен в стиле классицизма. Благодаря выразительному облику он был включён в архитектурные альбомы Матвея Казакова, 13-томный сборник образцовых «партикулярных строений» допожарной Москвы. Остальные здания усадьбы — флигели и служебные постройки — были деревянными.
Примерно в 1903 году усадебные земли выкупило Московское торгово-строительное акционерное общество под управлением Якова Рекка. Участок был разделен на два владения и отдан под новую застройку, все старые строения снесли. В 1903—1904 годах был построен особняк по адресу Поварская улица, 44, который занял половину территории бывшей усадьбы Волчкова. Как и другие проекты общества, он создавался под ключ для дальнейшей перепродажи. В качестве архитектора был приглашён Лев Кекушев. Ему предоставили значительные средства на строительство и полную свободу в архитектурном отношении. В ходе работ зодчий изменил свой первоначальный проект, однако общая идея сохранилась. В оформлении фасадов искусствоведы отмечают некоторое влияние франко-бельгийского ар нуво, однако в целом здание характеризуется как эталон московского модерна.
Готовый особняк из-за оригинального декора и больших размеров получился очень дорогим. В течение почти пяти лет после окончания строительства здание не могли продать, только в 1909 году его приобрёл московский купец Иван Миндовский. После смерти Миндовского в 1912 году здание в равных долях унаследовали четверо детей — Николай, Иван, Ираида и Ольга. Они так и не разделили юридические права собственности до 1917 года, в народе особняк стал называться по имени их отца — особняк Миндовского.

### После революции
После революции здание было национализировано. По одним данным говорится, что в нём разместился госпиталь, по другим — клуб для рабочих.
В 1922 году усадьбу передали представительству РСФСР и УССР при заграничных организациях помощи голодающим. С 1924 года в здании размещалась Шведская миссия — сначала посольство, затем резиденция шведского посла в СССР.
В 1972 году усадьбу передали посольству Новой Зеландии. Новые владельцы бережно отнеслись к историческому зданию. В 1976—1980 годах посол Джим Вейр пригласил финского архитектора Вихерхеймо для проведения ремонтных работ внутри здания. В 1998-м под руководством архитектора-реставратора Бориса Григорьевича Могинова впервые была проведена реставрация фасадов. По воспоминаниям Могинова, «целый институт работал над восстановлением цвета», благодаря чему удалось выявить оригинальный серо-голубой оттенок. Супруга следующего посла Новой Зеландии Филиппа Ларкиндейла написала книгу об истории дома. По инициативе следующего посла Уильяма Стюарта Прайора в 2003 году был отмечен столетний юбилей здания и выпущена книга «Особняк И. А. Миндовского». 6 ноября 2005 года в посольстве состоялся вечер памяти Льва Кекушева. К этому событию была проведена реставрация витражей над главным входом. За бережное отношение к историческому зданию представительство Новой Зеландии получило премию правительства Москвы «За уважение к культуре России».

## Архитектура
Особняк Миндовского признан одним из лучших произведений архитектора Льва Кекушева и отражает его зрелый авторский стиль. Асимметричная композиция здания представляет собой комбинацию разновеликих призм. Их взаиморасположение позволило сделать окна в каждом внутреннем помещении и избежать тёмных переходов. Цоколь облицован камнем и внизу расширяется, скрывая полуподвальный этаж. Оконные проёмы различной высоты и ширины окружены «утопленными» в фасады наличниками. Главный акцент уличного фасада — выступающее трёхчастное окно второго этажа с архивольтом и рельефным панно.
Большое значение в оформлении фасадов играют скульптуры. Все фасады здания обильно украшают путти, розетки, маскароны и настенные рельефы. Авторский символ Кекушева — изображения львов — располагались на декоративной тумбе кровли и ограждении парадной лестницы. Не сохранилась скульптурная композиция над парадным аттиком — женщина с играющими детьми.
На оформление внутреннего убранства в смете были заложены значительные средства. Чтобы привлечь будущих покупателей, интерьеры были намеренно решены в разных стилях, от классицизма к модерну. Витражи, живопись и лепнина украшали практически все помещения особняка. В отделке были использованы такие дорогие материалы, как мрамор, оникс, карельская берёза. До настоящего времени сохранилась большая часть декора. К парадному второму этажу ведёт трёхмаршевая главная лестница, над которой расположен плафон с изображением сфинкса и сложным орнаментальным узором. Лестница освещена ростовыми витражными окнами, перила украшают характерные для символики Кекушева бронзовые маски львов.
Вместе с особняком были спроектированы небольшой сад, внутренний двор и конюшни. Выход к ним был тематически оформлен: на фасаде расположена скульптурная голова лошади. К конюшням вели въездные ворота, решётка которых образует сложный узор в виде крыльев бабочки. Зимний сад внутреннего двора имел уникальное остекление — модернистский орнамент ростовых окон был нанесён методом кислотного травления. Подобная техника в Москве больше не встречалась. К 2011 году сохранилось только четыре оригинальных стекла.

## Современность
В 2017 году Департамент культурного наследия Москвы объявил о начале первой комплексной реставрации особняка: с момента постройки в здании проходил только точечный ремонт. В ходе работ были обнаружены считавшиеся утраченными элементы интерьера — майоликовые панно, четырёхметровый витраж с изображением Пана, под натяжными потолками открылись лепнина и кессоны.
Также во время изучения архивных материалов выяснилось, что изначально фасад здания украшала скульптура богини Авроры: в руках она держала палитру и кисть, а у её ног располагались два амура-путти. Предположительно, в 1920-х композицию демонтировали и отправили на переплавку. Чтобы вернуть особняку исторический облик, скульптуру воссоздали, опираясь на исторические фотографии, и установили на исходное место в августе 2018-го.
Реставрация особняка, на которую было потрачено около 350 миллионов рублей, завершилась в ноябре 2019 года. В обновленное здание вернется посольство Новой Зеландии, выехавшее из него на время проведения реставрационных работ.
В 2019 году Особняк Миндовского признан памятником архитектуры.